# Odenas
Odenas este o comună în departamentul Rhône din sud-estul Franței. În 2009 avea o populație de 820 de locuitori.

## Evoluția populației
| An        | 1975 | 1982 | 1990 | 1999 | 2006 | 2009 |
| --------- | ---- | ---- | ---- | ---- | ---- | ---- |
| Populație | 605  | 706  | 750  | 735  | 711  | 820  |